# 1505 год
1505 (ты́сяча пятьсо́т пя́тый) год  по юлианскому календарю — невисокосный год, начинающийся в среду. Это 1505 год нашей эры, 5‑й год 1‑го десятилетия XVI века 2‑го тысячелетия, 6‑й год 1500‑х годов. Он закончился 520 лет назад.
| Пн | Вт | Ср | Чт | Пт | Сб | Вс |
|    |    | 1  | 2  | 3  | 4  | 5  |
| 6  | 7  | 8  | 9  | 10 | 11 | 12 |
| 13 | 14 | 15 | 16 | 17 | 18 | 19 |
| 20 | 21 | 22 | 23 | 24 | 25 | 26 |
| 27 | 28 | 29 | 30 | 31 |    |    |

| Пн | Вт | Ср | Чт | Пт | Сб | Вс |
|    |    |    |    |    | 1  | 2  |
| 3  | 4  | 5  | 6  | 7  | 8  | 9  |
| 10 | 11 | 12 | 13 | 14 | 15 | 16 |
| 17 | 18 | 19 | 20 | 21 | 22 | 23 |
| 24 | 25 | 26 | 27 | 28 |    |    |

| Пн | Вт | Ср | Чт | Пт | Сб | Вс |
|    |    |    |    |    | 1  | 2  |
| 3  | 4  | 5  | 6  | 7  | 8  | 9  |
| 10 | 11 | 12 | 13 | 14 | 15 | 16 |
| 17 | 18 | 19 | 20 | 21 | 22 | 23 |
| 24 | 25 | 26 | 27 | 28 | 29 | 30 |
| 31 |    |    |    |    |    |    |

| Пн | Вт | Ср | Чт | Пт | Сб | Вс |
|    | 1  | 2  | 3  | 4  | 5  | 6  |
| 7  | 8  | 9  | 10 | 11 | 12 | 13 |
| 14 | 15 | 16 | 17 | 18 | 19 | 20 |
| 21 | 22 | 23 | 24 | 25 | 26 | 27 |
| 28 | 29 | 30 |    |    |    |    |

| Пн | Вт | Ср | Чт | Пт | Сб | Вс |
|    |    |    | 1  | 2  | 3  | 4  |
| 5  | 6  | 7  | 8  | 9  | 10 | 11 |
| 12 | 13 | 14 | 15 | 16 | 17 | 18 |
| 19 | 20 | 21 | 22 | 23 | 24 | 25 |
| 26 | 27 | 28 | 29 | 30 | 31 |    |

| Пн | Вт | Ср | Чт | Пт | Сб | Вс |
|    |    |    |    |    |    | 1  |
| 2  | 3  | 4  | 5  | 6  | 7  | 8  |
| 9  | 10 | 11 | 12 | 13 | 14 | 15 |
| 16 | 17 | 18 | 19 | 20 | 21 | 22 |
| 23 | 24 | 25 | 26 | 27 | 28 | 29 |
| 30 |    |    |    |    |    |    |

| Пн | Вт | Ср | Чт | Пт | Сб | Вс |
|    | 1  | 2  | 3  | 4  | 5  | 6  |
| 7  | 8  | 9  | 10 | 11 | 12 | 13 |
| 14 | 15 | 16 | 17 | 18 | 19 | 20 |
| 21 | 22 | 23 | 24 | 25 | 26 | 27 |
| 28 | 29 | 30 | 31 |    |    |    |

| Пн | Вт | Ср | Чт | Пт | Сб | Вс |
|    |    |    |    | 1  | 2  | 3  |
| 4  | 5  | 6  | 7  | 8  | 9  | 10 |
| 11 | 12 | 13 | 14 | 15 | 16 | 17 |
| 18 | 19 | 20 | 21 | 22 | 23 | 24 |
| 25 | 26 | 27 | 28 | 29 | 30 | 31 |

| Пн | Вт | Ср | Чт | Пт | Сб | Вс |
| 1  | 2  | 3  | 4  | 5  | 6  | 7  |
| 8  | 9  | 10 | 11 | 12 | 13 | 14 |
| 15 | 16 | 17 | 18 | 19 | 20 | 21 |
| 22 | 23 | 24 | 25 | 26 | 27 | 28 |
| 29 | 30 |    |    |    |    |    |

| Пн | Вт | Ср | Чт | Пт | Сб | Вс |
|    |    | 1  | 2  | 3  | 4  | 5  |
| 6  | 7  | 8  | 9  | 10 | 11 | 12 |
| 13 | 14 | 15 | 16 | 17 | 18 | 19 |
| 20 | 21 | 22 | 23 | 24 | 25 | 26 |
| 27 | 28 | 29 | 30 | 31 |    |    |

| Пн | Вт | Ср | Чт | Пт | Сб | Вс |
|    |    |    |    |    | 1  | 2  |
| 3  | 4  | 5  | 6  | 7  | 8  | 9  |
| 10 | 11 | 12 | 13 | 14 | 15 | 16 |
| 17 | 18 | 19 | 20 | 21 | 22 | 23 |
| 24 | 25 | 26 | 27 | 28 | 29 | 30 |

| Пн | Вт | Ср | Чт | Пт | Сб | Вс |
| 1  | 2  | 3  | 4  | 5  | 6  | 7  |
| 8  | 9  | 10 | 11 | 12 | 13 | 14 |
| 15 | 16 | 17 | 18 | 19 | 20 | 21 |
| 22 | 23 | 24 | 25 | 26 | 27 | 28 |
| 29 | 30 | 31 |    |    |    |    |

## События
- 1493—1593 — Столетняя хорватско-османская война. Серия вооружённых конфликтов между Королевством Хорватия и Османской империей[1].
- 1501—1512 — Датско-шведская война[2].
- 1503—1505 — закончилась Война за ландсхутское наследство.
- 1505—1517 — Португало-египетская война. Военный конфликт между Мамлюкским Египтом и колониалистской Португалией за господство в Индийском океане[3].
- Португальское завоевание королевства Джафна. Военная кампания, произошедшая после прибытия португальских торговцев в государство Котте на юго-западе современной Шри-Ланки, соперничающее с Джафной[4].
- В Польше принят закон Nihil novi, ограничивающий власть короля в пользу шляхты.
- Радомская конституция в Польше. Новые законы могли издаваться лишь с согласия обеих палат вального (общего) сейма[5].
  - Неспособность Александра Ягеллончика противостоять аристократии и шляхте, способствовало установлению в этом году полновластие шляхты в Польско-Литовском государстве[5].
- Мюнхен становится столицей объединённой Баварии.
- Столица португальских владений на восточном побережье Африки перенесена в Софалу
- Завоевание Хорезма, где правили Тимуриды, узбекским ханом Мухаммедом Шейбани.

## Русское государство
Правление: 1462—1505 — Иван III Васильевич и 1505—1533 — Василий III Иванович

### Правление Ивана III Васильевича
- 1505—1518 — Калуга центр удельного Калужского княжества, великого можайского князя Семёна Ивановича, сына Ивана III[6].
- 18 января — в заточении умирает Елена Волошанка, невестка Ивана III. Её хоронят в Вознесенском монастыре — усыпальнице великих княгинь[7].
- 21 мая —  Иван III повелевает итальянским архитекторам Алевизу Новый и Бон Фрязину разобрать старый и заложить новый Архангельский собор, а рядом построить колокольню с церковью Святого Иоанна Лествичника (обе церкви завершены в 1508 году)[7].
- Август —  смотр невест, организованном в соответствии с древними брачными практиками византийских императоров, на котором С.Ю. Сабурова выбрана из 10 претенденток (по сильно преувеличенным данным иностранных авторов, участвовало от 500 до 1500 "боярских" дочерей). Сам Василий III определил днём бракосочетания четверг (в соответствии с днём свадьбы своих родителей)[8].
  - 04 сентября (по другим данным 08 сентября или даже 18 октября) — после неудачных попыток поиска невесты для Василия III Ивановича за рубежом (в Дании и Сербии) состоялся брак с С.Ю. Сабуровой (04.09.1505-29.11.1525), дочери боярина Юрия Константиновича Сабурова. Венчал новобрачных в Успенском соборе Московского Кремля митрополит Симон[9][10].
- 26 октября — Иван III, накануне своей смерти, навещает в заточении своего внука Дмитрия Ивановича, просит и получает у него прощения за нанесённые обиды и притеснения[7][11].
- 27 октября — умирает Иван III (в 17 часов 40 минут) в возрасте 66 лет и 9 месяцев, пробыв на государстве 43 года и 7 месяцев. Погребён в Архангельским соборе Московского Кремля, каменное строительства которого началось в этом же году, по его приказу. Перед смертью великий князь подтвердил завещание составленное за год до смерти[7].

#### Правление Василия III Ивановича
- 27.10.1505—1533 — великий князь московский Василий III, после смерти отца, становится великим владимирским князем и Всея Руси. Василий согласно завещанию отца наделяет уделами своих братьев: Юрий получает — Дмитров, Рузу и Звенигород[12], Дмитрий — Углич, Семён — Калугу и Бежецкий Верх, а Андрей — Старицу и Верею[7][10][13].
- 07 декабря — Василий III направляет Василия Наумова послом в Крымское ханство к хану Менгли-Гирею с известием о кончине отца и своём вступлении на престол. Наумов возвращается из Крыма в августе 1506 года[10].
- Декабрь — казанский царевич Кудайкул через посредничество митрополита Симона, просит великого князя позволения принять крещение[10]. 
  - 21 декабря Василий III присутствует на его крещении (с именем Пётр)[10].
  - 28 декабря — новокрещённый казанский царевич Пётр (Кудайкул) приносит кресто-целовальную запись московскому великому князю на верность и не отъезд его в Казань и ВКЛ[10].
- Весна—лето — казанско — русский конфликт[14].
  - В ходе переговоров в Москве, а затем и в Казани вспыхнул острый конфликт[14].
  - Мухаммед-Эмин арестовал русского посла М.С. Еропкина-Кляпика, кроме того, ограбив, заточил в тюрьму, продал в рабство в Ногайскую Орду и казнил русских торговых людей[14].
  - В Казани совершено избиение русских купцов, повлёкшее за собой начало русско-казанской войны 1505—1507.
- 1505—1507 — четвёртая русско-казанская война[13].
  - 24 июня — захват прибывшего в Казань московского посла Михаила Еропкина Кляпика и нападения на русских купцов, имущество которых было разграблено, а сами они были частично убиты, частично захвачены для продажи за выкуп или в рабство[15].
  - Сентябрь — провалившаяся осада Нижнего Новгорода казанским войском[15].
- Абдул-Латиф, казанский хан сведённый с престола и отправленный в заточение на Белоозеро в 1502 году, переведён в Москву на положение почётного пленника (см. 1508 год)[16].
- 1505—1508 — в Московском Кремле на Соборной площади началось строительство 2-х ярусной колокольни Ивана Великого с храмом в нижнем ярусе. Руководил строительством Бон Фрязин[17].
- Василий III ужесточает содержание в темнице Дмитрия Внук и приказывает заковать его в "железа"[11].
- 6 (или 7) декабря — в присутствии великого князя заседание Боярской думы на котором решался вопрос и характере отношений с Крымским ханством[18].
- Нападение сибирского султана Кутлуна (Кулука) на Усолье (сов. г. Соликамск. см. 1430 год)[19].
- Во время правления Василия III к нему на службу (без указания даты) выехали родоначальники дворянских родов: дворяне, графы и князья Потёмкины, Сенявины, Комынины, Заборовские, Алябьевы, Стрекаловы, Арцыбашевы, Степановы, Кошелевы, Протопоповы, Похвисневы, Болотниковы, Дашковы[20].
- Александров (Александровская слобода) выбрана Василием III в качестве загородной резиденции (см. 1564 год)[21].

## Начало правления
См. также: Список глав государств в 1505 году
- 1505—1509 — первый вице-король португальских владений в Индии Франсишку Алмейда (ок.1450-1510).
- 1505—1509 — Император Вьетнама Ле Уи Мук.

## Родились
См. также: Категория:Родившиеся в 1505 году
- 4 февраля — Миколай Рей, польский писатель и политический общественный деятель (ум. 1569).
- 13 января — Иоахим II Гектор, курфюрст бранденбургский (ум. 1571).
- Герман — архиепископ Казанский и Свияжский, кандидат в Московские митрополиты.
- Мария Австрийская — дочь Филиппа Красивого и Хуаны Безумной.
- Соколлу, Мехмед-паша — боснийский серб Бойко Соколович, в детстве обращённый турками в ислам и на протяжении многих лет служивший в корпусе янычар.
- Таллис, Томас — английский композитор и органист.
- Хюррем Хасеки-султан, наложница, а затем жена османского султана Сулеймана Великолепного, хасеки, мать султана Селима II.

## Скончались
См. также: Категория:Умершие в 1505 году
- 18 января — Елена Стефановна (умерла в заточении), дочь молдавского господаря Стефана III Великого, мать великого князя Дмитрия Ивановича Внук, погребена по указанию Ивана III в кремлёвском Вознесенском соборе[11].
- 27 октября — Иван III, великий князь московский, Государь всея Руси.
- Елизавета Габсбург — дочь императора Священной Римской империи Альбрехта II, жена Казимира IV.
- Жанна Французская — французская королева, католическая святая.
- Крамер, Генрих — немецкий монах доминиканского ордена, автор «Молота ведьм», вошедший в историю как «охотник на ведьм».
- Липпи, Филиппино — итальянский живописец эпохи Возрождения, сын Филиппо Липпи.
- Обрехт, Якоб — фламандский композитор, представитель нидерландской полифонической школы.
- Сфорца, Асканио — итальянский кардинал, сыгравший важную роль в истории избрания папы римского Александра VI (Родриго Борджиа).
- Эрколе I д’Эсте — представитель итальянского дворянского роде д'Эсте, герцог Модены (1471), Феррары и Реджо-нель-Эмилия.
- Чжу Ютан — император династии Мин с 1487 по 1505 год.